# الأوسط قمولا
قرية الأوسط قمولا هي إحدى القرى التابعة لمركز نقادة في محافظة قنا في جمهورية مصر العربية. حسب إحصاءات سنة 2006، بلغ إجمالي السكان في الأوسط قمولا 23540 نسمة، منهم 11877 رجل و11663 امرأة.